# Trichoteleia albidipes
Trichoteleia albidipes är en stekelart som beskrevs av Jean-Jacques Kieffer 1910. Trichoteleia albidipes ingår i släktet Trichoteleia och familjen Scelionidae. Inga underarter finns listade i Catalogue of Life.